# زلزال تركيا 2010

المنطقة المزلزلة

وقع الزلزال شرقي تركيا فجر يوم الإثنين 8 مارس 2010 حسب توقيت تركيا وقد أودى الزلزال بحياة 51 شخصا، فيما أتبع الزلزال بخمسين هزة ارتدادية بلغت إحداها 5.5 من الدرجة. ويعقب زلزال تركيا في توقيته وشدته زلازل كبرى وقعت في ظرف شهرين مثل زلزال هايتي وزلزال تشيلي لكن العلماء نفوا اضطراد حصول الزلازل وأرجعوا الأمر للصدفة. ورفضت تركيا مساعدات من إسرائيل قائلة أنها لا تحتاج إلى العون في هذه اللحظة.
|                     | معلومات أساسية                                                                                  |
| ------------------- | ----------------------------------------------------------------------------------------------- |
| الزمان              | الإثنين 22 ربيع الأول 1431 هـ الموافق 8 مارس 2010                                               |
| الوقت               | 02:32:35 ت ع م                                                                                  |
| المكان              | شرق تركيا                                                                                       |
| مركز الزلزال السطحي | 38.852° شمال، 39.949° شرق                                                                       |
| عمق الزلزال         | 10 كم                                                                                           |
| المقدار             | 6 (حسب مقياس العزم الزلزالي) / 6.2 حسب مقياس ريختر                                              |
| المدن المجاورة      | - 45 كم غرب بنغول - 65 كم شمال شرق الازيغ - 105 كم جنوب غرب إرزينجان - 625 كم من العاصمة أنقرة. |
| دقة القياس          | +/- 6.2 كم                                                                                      |